# Mercedes Castillo
Mercedes Castillo Araujo (Barcellona, 6 febbraio 1957) è un'ex cestista spagnola.
È la sorella di Rosa Castillo.

## Carriera
Con la Spagna ha disputato i Campionati europei del 1976.